# 高田一郎 (舞台美術家)
高田 一郎（たかだ いちろう、1929年（昭和4年）7月1日 - 2022年（令和4年）9月1日）は、日本の舞台美術家である。

## 経歴・人物
東京の生まれ。東京芸術大学卒業後、美術監督の松山崇に師事し、舞台美術を学んだ。1958年（昭和33年）には劇団新人会（現在の劇団朋友）に入会し、多くの舞台における装置を担当する。
この業績より演出家からは好評や注目を浴び、多くの賞を受賞した。1976年（昭和51年）には武蔵野美術大学にて教鞭を執り、日本舞台美術家協会の理事長等も歴任した。

## 受賞歴
- 伊藤熹朔賞
- 紀伊國屋演劇賞

## 手掛けた作品
- 『マリアの首』（演出：田中千禾夫）
- 『三文オペラ』（演出：千田是也）